# 황갈색윗수염박쥐
황갈색윗수염박쥐(Myotis fortidens)는 애기박쥐과 윗수염박쥐속에 속하는 박쥐이다. 과테말라와 멕시코에서 발견된다.<

## 특징
작은 박쥐로 몸길이는 46~53.6mm이고 전완장은 37.4~38.6mm, 꼬리 길이는 34.2~39mm이다. 발 길이는 7.2~8mm, 귀 길이는 13.6mm이다. 털이 길고 약간 양털처럼 부드럽다. 등 쪽은 노랑-오렌지색 또는 황갈색을 띠는 반면에 배 쪽은 노랑과 갈색이 섞여 있다.

## 생태
나무 구멍과 지느러미엉겅퀴 더미 속 구멍, 볏짚 지붕 아래, 헬리코니아의 말린 잎들 속에 은신하여 생활한다. 작은 무리를 형성하고, 각자 서로 적당한 거리를 유지한다. 밤에 건물 주변을 비행하는 모습이 자주 관찰되기도 한다. 비행은 느리고 불규칙적이다. 먹이는 땅 2~4m 위를 나는 곤충이다. 5월에 새끼를 낳는다.

## 분포 및 서식지
멕시코 소노라주와 베라크루스주부터 치아파스주와 과테말라까지 널리 분포한다. 건조하고 준탈락성 저지대 숲에서 서식한다.

## 아종
2종의 아종이 알려져 있다.
- M. f. fortidens - 멕시코 시날로아주 남부 지역부터 과테말라 남부 지역까지의 멕시코 서부 해안, 동쪽으로 타마울리파스주부터 치아파스주까지 지역.
- M. f. sonoriensis (Findley & Jones, 1967) - 멕시코 소노라주 북서부 지역과 시날로아주 북부.